# أوبن بي إس دي
أوبن بي.إس.دي (بالإنجليزية: OpenBSD)‏ هو نظام تشغيل شبيه بيونيكس للحواسيب متحدّر من توزيعة برامج بيركلي (بي.إس.دي)، وهو نظام مشتق من يونيكس طـُوّر في جامعة كاليفورنيا في بيركلي. لقد تفرع من نت بي.إس.دي على يد قائد المشروع ثيو دي رادت في أواخر عام 1995. المشروع معروف بشكل واسع بحرص مطوّريه على الشيفرة المصدر الحرة والتوثيق ذي النوعية الجيدة، من دون مساومة على تراخيص البرامج، ومع التركيز على الأمن وصحة الشيفرة. يُنسّق المشروع من موطن دي رادت في كالغاري، ألبرتا في كندا. أما شعاره وتميمة حظه، فهو سمكة منتفخة تـُدعى بوفي.
يتضمن أوبن بي.إس.دي عدداً من الميزات الأمنية تكون في العادة غائبة أو اختيارية في أنظمة التشغيل الأخرى، ولديه تقليد خاص يقضي بأن يدقق المطوّرون الشيفرة المصدر من أجل تلافي علل البرامج والمشكلات الأمنية. يحافظ المشروع على سياسات صارمة بخصوص التراخيص ويفضل رخصة بي.إس.دي الحرة المصدر وغيرها؛ وقد أدى هذا في الماضي إلى تدقيق شامل للتراخيص وحذف أو استبدال الشيفرات ذات التراخيص الأقل قبولاً.
كما هو الحال في أغلب أنظمة التشغيل المبنية على بي.إس.دي، نواة أوبن بي.إس.دي وبرامج التشغيل الأساسية، مثل القشرة والأدوات الشائعة كـ cat وps، تـُطوّر مع بعضها البعض في مستودع مصدر واحد؛ أما البرامج التي تنتجها شركات أخرى فهي متاحة كحزم مصدرية أو ثنائية من خلال شجرة المنقولات (ports).
يحتوي مشروع أوبن بي.إس.دي حالياً على منقولات (ports) لـ 17 منصة عمل مختلفة، تتضمن: DEC Alpha، إنتل i386، HP PA_RISC، AMD64، معالجات Motorola 68000، آلات Apple PowerPC، SUN SPARC و SPARC64،VAX، وشارب زوروس.

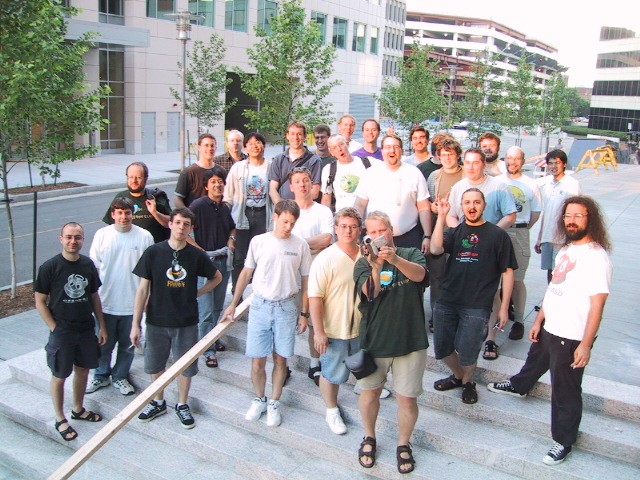
صورة تضم مطوري أوبن بي.إس.دي

## تاريخ

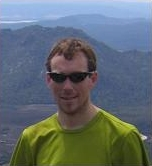
ثيو دي رات، مؤسس مشروع أوبن بي إس دي.

في ديسمبر 1994، طـُلب من ثيو دي رادت (Theo De Radt) المؤسس المشارك في مشروع نت بي.إس.دي (NetBSD) أن يقدم استقالته من موقعه كمطوّر قديم في المشروع وعضو في فريق قلب نت بي.إس.دي، وألغِي حساب وصوله إلى مستودع الشيفرة المصدر. ليس سبب ذلك واضحاً كلياً، وإن كان البعض يدعي أن السبب هو الاشتبكات الشخصية ضمن مشروع نت بي.إس.دي وعلى اللوائح البريدية. انتـُقد دي رادت لامتلاكه في بعض الأوقات شخصية خشنة، وقد وصفه لينوس تورفالدز بأنه «صعب». ولكن قلة ينكرون أنه مبرمج مقتدر ومعلم في الأمن.
في أكتوبر 1995، أسّس دي رادت أوبن بي.إس.دي، وهو مشروع مشتق من نت بي.إس.دي 1.0. وصدر الإصدار الأولي، أوبن بي.إس.دي 1.2، في يوليو 1996، وتلاه في أكتوبر من نفس السنة الإصدار 2.0. ومنذ ذلك الوقت، يصدر إصدار جديد كل 6 أشهر، يبقى معنياً به ومدعوماً لمدة سنة كاملة. وكان الإصدار الأخير أوبن بي.إس.دي 4.2 في 1 نوفمبر 2007.

رسم أعمدة بياني يظهر نسبة مستخدمي مختلف أنظمة بي.إس.دي وفق استفتاء من مجموعة شهادات بي.إس.دي.

في 25 يوليو 2007، أعلن مطوّر أوبن بي.إس.دي بوب بيك (Bob Beck) تأسيس مؤسسة أوبن بي.إس.دي، وهي شركة كندية لا تبغي الربح شـُكلت كنقطة تواصل وحيدة مع الأشخاص والمنظمات الذين يريدون دعم أوبن بي.إس.دي.

## المصدر المفتوح والتوثيق المفتوح
عند إنشاء أوبن بي.إس.دي، قرر ثيو دي رادت أن يجعل المصدر متاحاً لكل من يريد الاطلاع عليه في أي وقت، لذا وضع بمساعدة تشاك كرانور (Chuck Cranor) خادم نظام تلاقي الإصدارات (CVS) عاماً مجهول الوصول. كان ذلك أول عمل من نوعه في تاريخ تطوير البرامج، إذ جرت العادة أن يكون الوصول إلى مستودع الشيفرة المصدر الخاصة بالمشروع محصوراً بأفراد فريق التطوير. أدت هذه الخطوة الفريدة، والتي ساعدت المشاركين الخارجيين في المشروع على تتبع تقدم المشروع عن كثب وعدم القيام بمشاركات موجودة مسبقاً، إلى بروز اسم أوبن بي.إس.دي، كما أكدت على إصرار المشروع بالحفاظ على شيفرة مصدر وتوثيق مفتوحين.
يتميز أوبن بي.إس.دي أيضاً بتوثيقه الممتاز الذي يغني غالباً عن أي مصدر توثيق خارجي. صفحات الدليل (man pages) في أوبن بي.إس.دي تشرح بشكل واف كيفية عمل البرامج وأمثلة توضيحية عنها، كما أنها تـُعدّ التوثيق الرسمي لنظام أوبن بي.إس.دي.

## الترخيص
أحد أهداف مشروع أوبن بي.إس.دي هو المحافظة على روح حقوق نسخ يونيكس بيركلي الأصلية. تـُعتبر رخصة جنو العامة العمومية (GPL) أكثر تقييداً من رخصة بي إس دي، لذا تكون البرامج المرخصة وفق GPL والرخص الشبيهة بها غير مرغوبة للإضافة إلى النظام الأساسي. يُضاف إلى ذلك أن الشيفرات المرخصة وفق هذه التراخيص تـُستبدل أو يُعاد ترخيصها عند الإمكان، إلا في الحالات التي يتعذر فيها الاستبدال ويكون إعادة كتابة بديل أمراً فيه الكثير من هدر الوقت. في سبتمبر 2007، اتخذ فريق أوبن بي.إس.دي الخطوات الأولية لإبدال تجميعة مصرفات جنو (GCC) بـ مصرف سي المحمول (PCC)، المطوّر من قبل أندرز ماغنوسون (Anders Magnusson) والمرخص وفق رخصة بي.إس.دي، ووضعه في الـسي.في.إس. جهود فريق أوبن بي.إس.دي في عملية الاستبدال هذه كانت مثمرة، ومن أهم نتائجها أوبن إس إس إتش (OpenSSH) المبني على حزمة القشرة الآمنة (SSH)، والذي ظهر أول مرة في أوبن بي.إس.دي 2.6 وغدا الآن أكثر أدوات القشرة الآمنة شعبية، كما أنه متاح على معظم أنواع أنظمة التشغيل. ومن الأمثلة كذلك على الاستبدالات التي صدرت إثر التراخيص المقيدة هو IPFilter، مصفي الرزم الذي ظهر في الإصدار 3.0 وأصبح متاحاً في توزيعات بي.إس.دي الأخرى مثل فري بي.إس.دي ونت بي.إس.دي ودراغون فلاي بي.إس.دي. ويقف مطوّرو أوبن بي.إس.دي أيضاً خلف كل من المشاريع التالية: أوبن بي.جي.بي.دي (OpenBGPD)، أوبن إن.تي.بي.دي (OpenNTPD)، أوبن سي.في.إس (OpenCVS)، وغيرها من برامج الإبدال المرخصة وفق بي.إس.دي.

## الأمن وتدقيق الشيفرة
بعد فترة وجيزة من إنشاء أوبن بي.إس.دي، تلقى ثيو دي رادت عرضاً من شركة برامج تـُدعى Secure Networks والتي كانت تطوّر أداة تدقيق لأمان الشبكات اسمها Ballista (وقد تغير اسمها فيما بعد إلى Cybercop Scanner) والتي كانت تهدف إلى إيجاد واستغلال الثغرات الأمنية الموجودة في البرامج. اتفق ذلك مع اهتمام دي رادت بالأمن، فاتفق الاثنان على التعاون، وأصبح مطوّرو أوبن بي.إس.دي ابتداء من الإصدار 2.3 يهتمون بالأمن على حساب سهولة وسرعة الاستخدام. شيئاً فشيئاً، أصبح أصعب وأصعب إيجاد علل في أوبن بي.إس.دي واستغلالها، وهكذا افترقت الشركتين بعد سنوات بعد أن حققت كل منهما أهدافها.
حتى يونيو 2002، ظل موقع أوبن بي.إس.دي يرفع شعار:
| ” | لا ثغرة حاسوبية بعيدة في التثبيت الافتراضي لمدة تقارب ستة سنوات. | “ |

ولكن خلال السنوات التي تلت ذلك، اكتـُشفت ثغرتان حتى الآن، فأصبح الشعار في 13 مارس 2007:
| ” | ثغرتان بعيدتان فقط في التثبيت الافتراضي خلال أكثر من عشر سنوات. | “ |

انتـُقد هذا الشعار من قبل البعض لأن التثبيت الافتراضي لأوبن بي.إس.دي لا يمكـّن سوى القليل من الخدمات، ولكن كان الرد أن الإجراء الأمني الأفضل يقوم على تشغيل أقل عدد ممكن من الخدمات على الأنظمة المنتجة. وهكذا حقق أوبن بي.إس.دي مزية الأمان الافتراضي.

## الاستخدامات
تحسينات أوبن بي.إس.دي الأمنية وتشفيره المبيّت وحزمة جدار ناري pf الموجودة فيه تؤهله للاستخدام في صناعة الأمن، لا سيما في جدران النار وأنظمة اكتشاف الدخلاء ‏ وبوابات الشبكات الافتراضية الخاصة. يُستخدم أيضاً في الخوادم التي يجب أن تقاوم أعمال القرصنة وهجمات رفض الخدمة، وبسبب تضمينه عفريت مضاد البريد المزعج (spamd)، يُستخدم أيضاً في تطبيقات تصفية البريد الإلكتروني.
هناك العديد من أنظمة التشغيل المملوكة والحرة المبنية على أوبن بي.إس.دي، والحرة منها تتضمن Anonym.OS وMirOS BSD وMicroBSD وبورتاج، بالإضافة إلى أن عدداً من شيفرات أوبن بي.إس.دي قد استـُخدمت مؤخراً في خدمات يونيكس لمايكروسوفت والمرتكزة أصلاً على 4.4BSD-Lite.

## التوزيع والتسويق
أوبن بي.إس.دي متاح مجاناً من خلال عدة طرق: يمكن الحصول على الشيفرة المصدر من خلال CVS المجهول أو CVSup، أما إصدارات الملفات الثنائية فهي متاحة على خوادم HTTP وFTP. يمكن الحصول على مجموعة أقراص مدمجة (CD) لأوبن بي.إس.دي مقابل رسوم بسيطة مع تشكيلة من اللواصق (Stickers) ونسخة من أغنية الإصدارة. ومنذ الإصدار 4.2، أصبح بإمكان المستخدم تحميل صور ISO من الإنترنت وحرقها على أقراص مدمجة مباشرة.

## الحزم وتثبيت البرامج
يتميز أوبن بي.إس.دي بوجود نظامي المنقولات (ports) والحزمات (packages)، حيث تسمح الأولى ببناء البرمجيات من الشيفرة المصدرية عن طريق تنزيل الشيفرة الأصلية للبرمجيات وتطبيق رقع أوبن بي.إس.دي عليها ومن ثم بنائها وتجميعها، كما توفر حزم مسبقة التجميع تسمى packages في أوبن بي.إس.دي وتثبت باستخدام مجموعة أدوات pkg_add وأخواتها.

## وصلات خارجية
- أوبن بي إس دي على موقع Open Hub (الإنجليزية)
- صفحة برنامج أوبن بي إس دي  على أوبن هب
- صفحة بداية أوبن بي.إس.دي
- صفحة بداية أوبن إس.إس.إتش
- صفحة بداية اوبن إن.تي.بي.دي
- صفحة بداية أوبن بي.جي.بي.دي
- صفحة بداية أوبن سي.في.إس
- صحيفة أوبن بي.إس.دي
- أوبن بي.إس.دي 101